# Listă de programe originale distribuite de Netflix
Aceasta este o listă de programe originale distribuite de Netflix.

## A
Academia cățelușilor 
Adormiți până la adânci bătrâneți 
Afacerile cu medicamente și droguri 
Alex Strangelove 
Alexa & Katie 
Alienistul 
Anne cu „e” la sfârșit 
Antologia dorinței 
Amintiri din tinerețe 
Ascensiunea imperiilor: Otomanii 
Aterizare forțată în brațele tale 

## B
Baby (serial) 
Balada lui Buster Scruggs 
Barbarii (serial) 
Bebe Șef: Înapoi la treabă 
Blestemată (serial) 
Bogați în dragoste 
Bona (film) 

## C
Cabina de săruturi 
Carbon modificat (serial TV) 
Carmen Sandiego 
Călugărița războinică 
Când ne-am cunoscut 
Cât romantism! 
Cealaltă Missy 
Cei doi papi 
Cele treisprezece motive 
Centralistele 
Cenușăreasa pop 
Cobra Kai 
Coffee și Kareem 
Conacul bântuit 
Concursul Muzical Eurovision: Povestea trupei Fire Saga 
Consiliera (film) 
Craii (film) 
Crescându-l pe Dion 
Cronicile Crăciunului 
Culisele puterii 
Curtea închisorii 
Cu picioarele pe pământ, cu Zac Efron 

## D
De negăsit 
Designated Survivor 
Desperados (film) 
Deținutul 
Dilema socială 
Dinastia (serial) 
Dincolo de lună 
Disenchantment 
Dorință întunecată 
Dragonii: Salvatorii înaripați 
Dragonii: Salvatorii înaripați: Goana după dragonul auriu 
Dragonul: Întoarcerea războinicului 
Dude (film din 2018) 

## E
E vina vinului 
El Chapo (serial) 
Elita (serial) 
Emily în Paris 
Enola Holmes 
Epica alegere-o-rama a Căpitanului Chilot 
Escapadă fatală 
Expresul zăpezii 

## F
Fabrica de bani 
Familia Willoughby 
Fata înaltă 
Fauda (serial) 
Fauna din Itaewon 
Fete curajoase 
Formula 1: Viața în viteza a 8-a 
Frâu liber 
Freud (serial) 
Frontier (serial) 
Fulgerul Negru (serial) 
Fulgi de iubire 
Furios și iute: Cursa spionilor 

## G
Gabriel "Fluffy" Iglesias: Un show universal 
Gambitul damei (serial) 
Game Over, Man! 
Glonțul pierdut 
Grace și Frankie 
Greenhouse Academy 

## H
Hanul cu noroc 
Hubie Halloween 

## I
Ibiza (film) 
Imperiul Roman (serial) 
Insatiable 
Isi și Ossi 
Iubește, căsătorește-te, repetă 
Iubiți de sărbători 

## Î
În cartier 
În mod avion 
În ritmul muzicii 
Întâlnire perfectă 
Întuneric (serial) 

## J
Jeff Dunham: Eu pe lângă mine 
Jim Jefferies: Intoleranță 
Jurrasic World: Tabăra cretacică 
Jocul Calamarului

## K
Kakegurui (serial) 
Kevin Hart: Iresponsabil 
Klaus 

## L
La urma urmei 
Lipeala 
Locke & Key 
Lucifer (serial) 
Lunetistul (serial) 

## M
Mame și nu numai 
Marea spălare de bani 
Marea vacanță a lui Pee-wee 
Marvel's Luke Cage 
Marvel's Jessica Jones 
Marvel: Justițiarul 
Marvel – Pumnul de Fier 
Masca magică 
Memoriile adevărate ale unui asasin internațional 
Meteor Garden 
Michael Jordan: Cântecul de lebădă 
Mistere neelucidate 
Motanul din poveste 

## N
Narcos 
Narcos: Mexic 
Neînfricatul (film) 
Neortodox 
Niciodată nu am... 
Nici n-ai idee 
Nimic de ascuns 
Noua generație 
Nunta lui Ali 

## O
O emisiune extraterestră 
O fată pe cinste 
Oglinda neagră 
Okja (film) 
Operațiunea Crăciun fericit 
Operațiunea de recuperare 
Orange Is the New Black 
Orașiul neleguiților 
Ordinul secret 
Organize Isler 2 
Outer Banks 
O vrăjitoare îngrozitoare 
Ozark (serial) 

## P
Pachetul din dotare 
Pandemia: Virusul gripal 
Păcatul (serial) 
Peaky Blinders (serial TV) 
Pierduți în spațiu (serie din 1965) 
Planeta noastră 
Poate pentru totdeauna 
Porumbeii (film) 
Povestea înfricoșătoare a Căpitanului Chilot: Truc-O-Ween 
Prințul Dragon
Project Power 

## R
Războaiele vampirilor 
Rebecca (film) 
Regele, monarhul etern 
Regele tigrilor 
Regina Sudului 
Reality Z 
Ricky Gervais: Umanitate 
Riverdale (serial TV) 

## S
Sabrina: Între lumină și întuneric 
Salvamarii din Malibu 
Săptămâna nunții 
Sex Education 
Sextupleți 
Shaft (film) 
She-Ra și prințesele puterii 
Sfârșitul lumii (serial) 
Shadowhunters: The Mortal Instruments 
Sierra Burgess e o fraieră 
Spenser Confidential 
SpongeBob: Misiune de salvare 
Spre lac 
Star Trek: Discovery 
Step Sisters 
Stranger Things 
Sub soarele din Riccione 
Suburra 
Sunderland până la moarte 
Sunt gata să mă mărit 
Supereroi în devenire 

## T
Tehnici personale de supraviețuire 
The vampire diaries (serial)
The Circle: Franța 
The Crown (serial) 
The Do-Over 
The Last Kingdom 
The Rain (serial) 
The Seven Deadly Sins 
The Umbrella Academy 
The Witcher (serial de televiziune) 
Toy Boy (serial) 
Trăiește de două ori, iubește o dată 
Tripla frontieră 
Tu (serial) 
Tuturor băieților pe care i-am iubit 
Tuturor băieților: P.S. Te mai iubesc și-acum 

## U
Ultima noastră vară 
Ultimul protector al orașului 
Un cavaler de Crăciun 
Un drăcușor de copil 

## V
Vacanță criminală 
Van Helsing (serial) 
Vânătorii de troli: Povești din Arcadia 
Vechea gardă (film)
Vizavi (serial) 

## 0-9
6 din umbră 